# Top Model of the World
Top Model of the World è un concorso di bellezza internazionale. Il concorso si tiene dal 1993, inizialmente con sede a Miami. Dapprima veniva organizzato dalla Globana Group, ora è gestito dalla World Beauty Organization.

## Albo d'oro
| Anno      | Vincitrice             | Nazione                    | Luogo                          |
| --------- | ---------------------- | -------------------------- | ------------------------------ |
| 1993-1994 | Francesca Bologna      | Italia                     | Miami, Stati Uniti d'America   |
| 1994-1995 | Claudine Obert         | Francia                    | Miami, Stati Uniti d'America   |
| 1995-1996 | Jacqueline Aguilera    | Venezuela                  | Miami, Stati Uniti d'America   |
| 1996-1997 | Selinée Méndez         | Rep. Dominicana            | Coblenza, Germania             |
| 1997-1998 | Franzisca Schaub       | Germania                   | Legden, Germania               |
| 1998-1999 | Michelle Khan          | Trinidad e Tobago          | Magdeburgo, Germania           |
| 1999-2000 | Suzana Fabriova        | Slovacchia                 | Francoforte sul Meno, Germania |
| 2000-2001 | Yeliz Celiskan         | Turchia                    | Vreden, Germania               |
| 2001-2002 | Renata Janetkova       | Rep. Ceca                  | Kaiserslautern, Germania       |
| 2002-2003 | Natascha Börger        | Germania                   | Aquisgrana, Germania           |
| 2003-2004 | Nihan Akkus            | Turchia                    | Aquisgrana, Germania           |
| 2004-2005 | Sun Na                 | Cina                       | Karlsruhe, Germania            |
| 2005-2006 | Dominika van Santen    | Venezuela                  | Humen, Cina                    |
| 2006-2007 | Natália Guimarães      | Brasile (rinuncia)         | Kunming, Cina                  |
| 2006-2007 | Michelle de Leon       | Filippine (succeditrice)   | Kunming, Cina                  |
| 2007-2008 | Alessandra Alores      | Germania                   | Hurgada, Egitto                |
| 2008-2009 | Débora Lyra            | Brasile                    | Berlino, Germania              |
| 2009-2010 | Carolina Rodríguez     | Colombia                   | Dortmund, Germania             |
| 2010-2011 | Loredana Salanta       | Romania                    | Usedom, Germania               |
| 2011-2012 | Luna Voce              | Italia                     | Dortmund, Germania             |
| 2012-2013 | Monica Palacios        | Colombia (Mar dei Caraibi) | El Gouna, Egitto               |
| 2013-2014 | Tania Valencia Cuero   | Colombia                   | El Gouna, Egitto               |
| 2014-2015 | Elena Kosmina          | Ucraina                    | Mar Rosso, Egitto              |
| 2015-2016 | Margo Cooper           | Bulgaria                   | Brema, Germania                |
| 2016-2017 | Julia Gershun          | Ucraina                    | Mar Rosso, Egitto              |
| 2017-2018 | Janet Leyva            | Perù                       | Hurghada, Egitto               |
| 2018-2019 | Nicole Menayo          | Spagna                     | Hurghada, Egitto               |
| 2019-2020 | Pierinna Patiño Flores | Perù                       | Hurghada, Egitto               |

- Natália Guimarães, vincitrice dell'edizione del 2006, ha rinunciato al titolo per poter rappresentare il Brasile a Miss Universo 2007.

## RIferimenti
- missintercontinental.tv Archiviato il 22 aprile 2008 in Internet Archive. Top Model of the World History